# Odynerus immodestus
Odynerus immodestus är en stekelart som beskrevs av Giordani Soika. Odynerus immodestus ingår i släktet lergetingar, och familjen Eumenidae. Inga underarter finns listade i Catalogue of Life.